# Seviri augustales
Pour les articles homonymes, voir augustales.
Dans l’Antiquité romaine, les seviri augustales sont un groupe de six (sex viri) affranchis, désignés pour l’année par la curie de leur cité, et choisis en fonction de leur richesse et de leur honorabilité. Ils participent à la célébration du culte impérial dans les provinces à partir d’Auguste, et assument les frais des sacrifices et des fêtes pluriannuels liés à ce culte, au nom de la population. Marque honorifique, la fonction de sevir donne droit à un licteur, qui le précède dans ses déplacements.

## Sources documentaires
Quelques 2 500 inscriptions relatives aux Augustales ont été retrouvées, funéraires ou honorifiques pour la plupart, qui témoignent du succès de cette institution. Par contre les sources littéraires antiques les concernant sont peu nombreuses. L'aristocratique Pétrone dans le Satyricon met en scène de façon caricaturale les sévirs Trimalcion et Habinnas.
Parmi ces inscriptions, sont à noter les Fastes de Trebula Suffenas (cité du Latium) mentionnant des jeux organisés par les seviri augustales, découverte en 1827, publiés en 1894 sous la référence CIL VI, 29681 mais analysés à partir seulement de 1958,.
Quatre fragments d'inscriptions rattachés à la basilique Noniana d'Herculanum, à proximité de l'Aedes Augustalium forment une liste de quatre cent cinquante noms dont l'interprétation est controversée. Certains comme Guadano l'interprètent comme un album (liste de recensement) des Augustales, ce qui est refuté par la disproportion entre la taille de la liste (plusieurs centaines de noms voire mille dans son entièreté) et le nombre d'habitants 
d'Herculanum.

## Fonction
Cette fonction apparaît sous le principat d'Auguste, mais reste cantonée aux municipes, car elle est absente de Rome même, ce qui rend sa constitution et son organisation difficile à appréhender. Leurs dénominations dans les inscriptions les plus anciennes, sous Auguste et Tibére varient entre seviri augustales, magistri augustales ou augustales, ces diverses appellations pouvant se retrouver dans la même cité.
Les sévirs sont majoritairement des affranchis, mais peuvent aussi être des ingénus, hommes nés libres. Le statut de sévir constitue un prestigieux couronnement de carrière pour un affranchi, citoyen libre mais de première génération et dépourvu de droit d’accès aux magistratures municipales. L'accès à la fonction requiert le paiement d'une summa honoraria destinée à la municipalité, généralement de 2000 sesterces pour les cas connus en Italie, somme néanmoins inférieure à celle due par les magistrats ou les prêtres municipaux. Des dépenses facultatives peuvent s'y ajouter.
Selon ce qu'indiquent les Fastes de Trebula Suffenas, les nouveaux sévirs entraient en fonction le 1er aout et offraient des jeux (ludi augustales) sur le forum de la cité durant quatre jours. En complément exceptionnel, ils pouvaient offrir un banquet public aux décurions et aux Augustales. D'autres inscriptions montrent que l'organisation de jeux pouvait être remplacée par le financement de travaux publics, sur décison des décurions.
Après leur année en fonction, les sévirs restent membres à vie du collège des Augustales. Dans la hiérarchie sociale des municipes, ils viennent après les décurions et les chevaliers. En tant que corps constitué, ils disposent de lieux de réunion, possèdent des biens fonciers, reçoivent des legs, ont des places d’honneur dans les spectacles. Ils se font bâtir des sépultures prestigieuses et ostentatoires, dont les inscriptions rappellent leur titre et leurs réalisations.

Monuments funéraires de sévirs
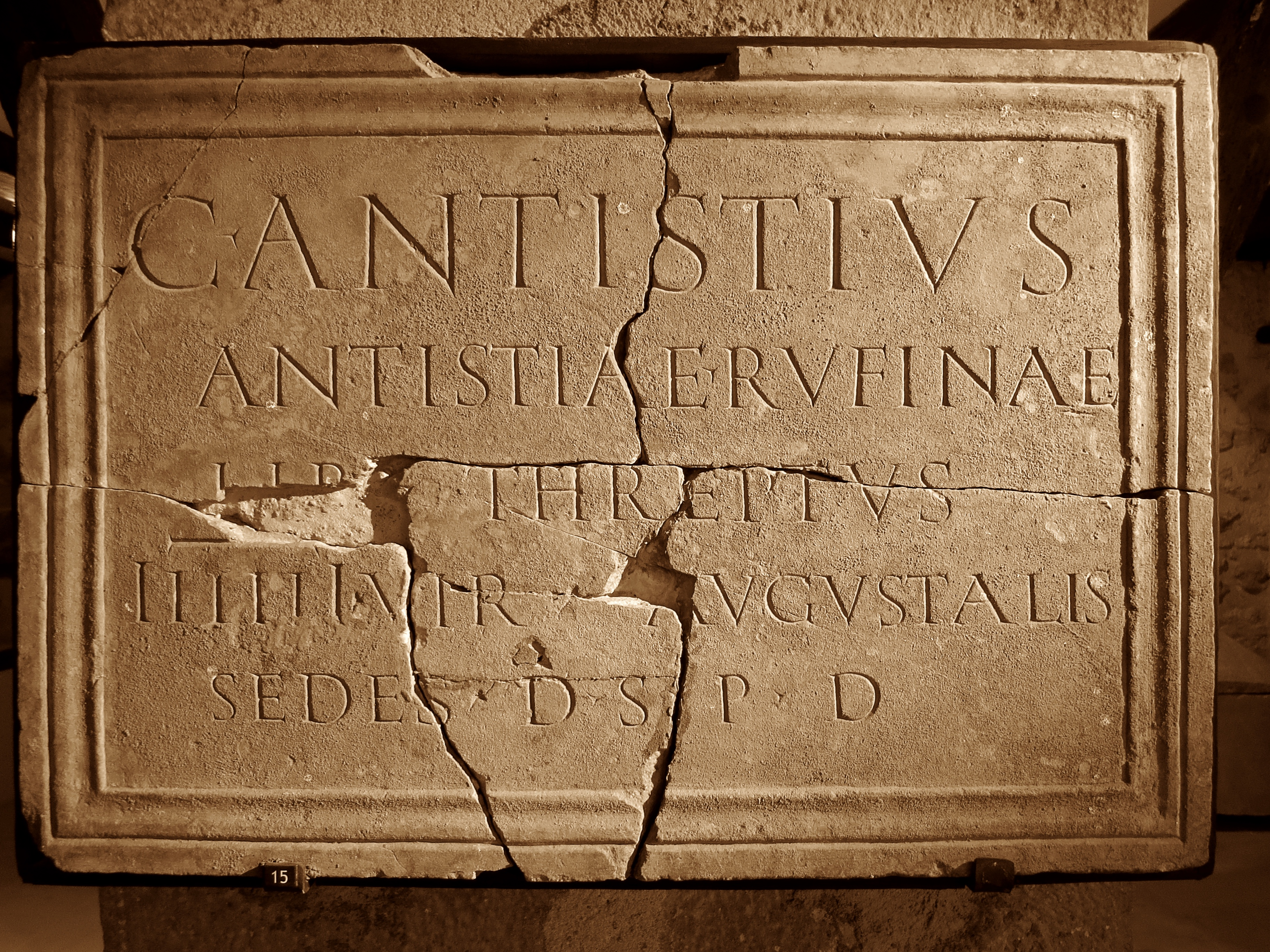
Plaque d'Antistius Threptus, Auch, France
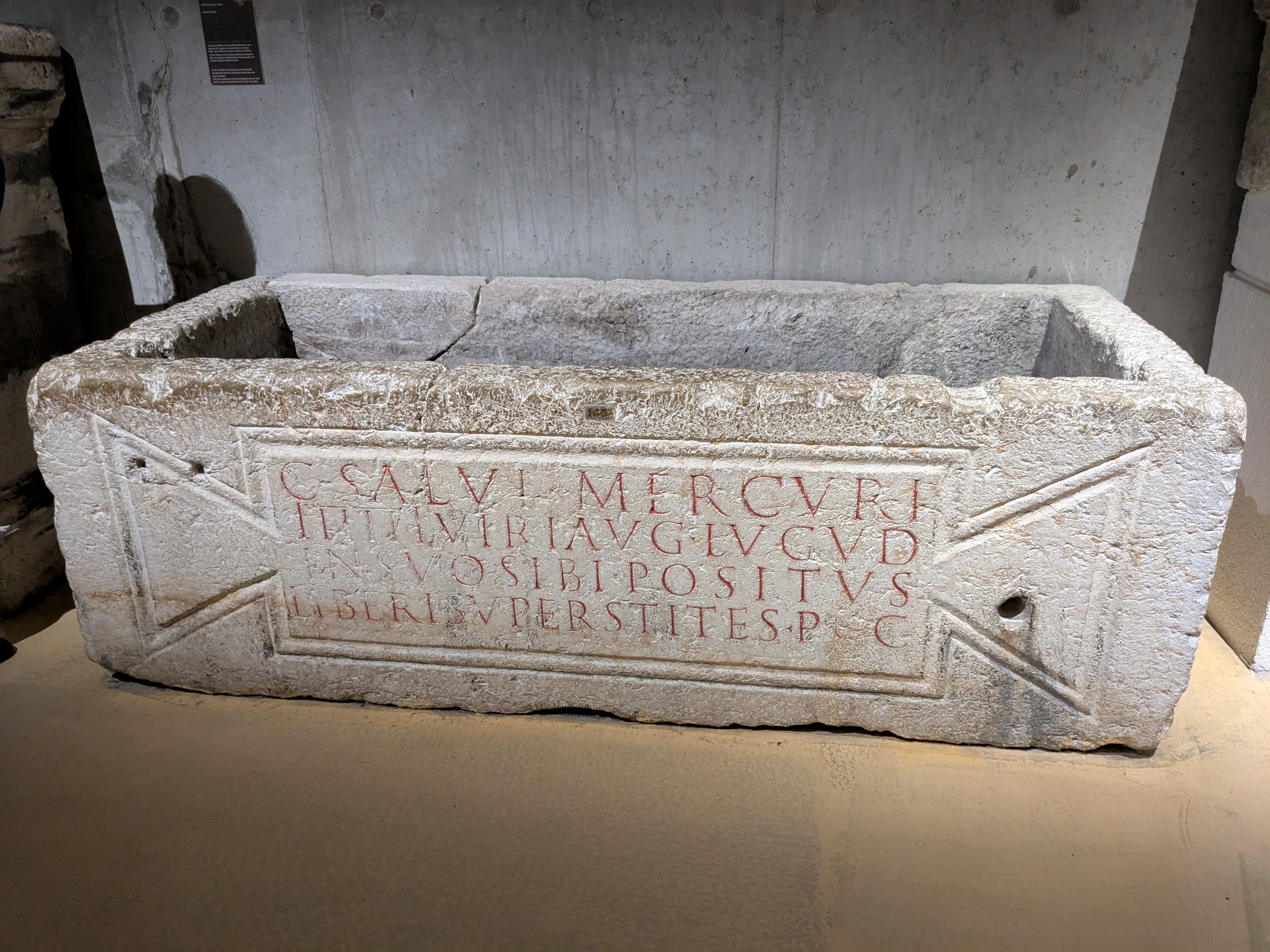
Sarcophage de Salvius Mercurius, Lugdunum (Lyon, France).
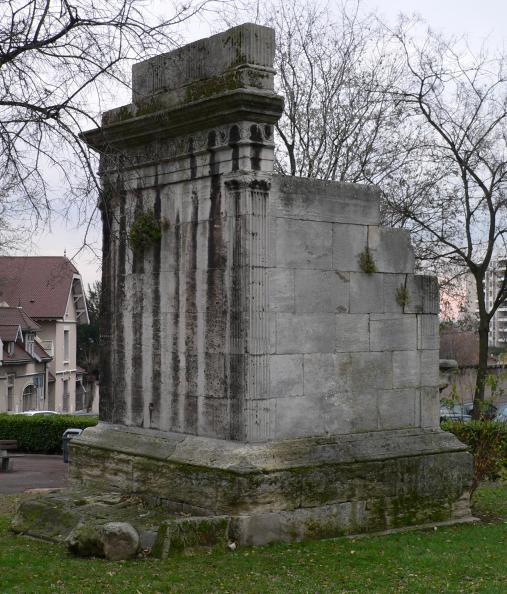
Tombeau de Turpio, Lugdunum (Lyon).
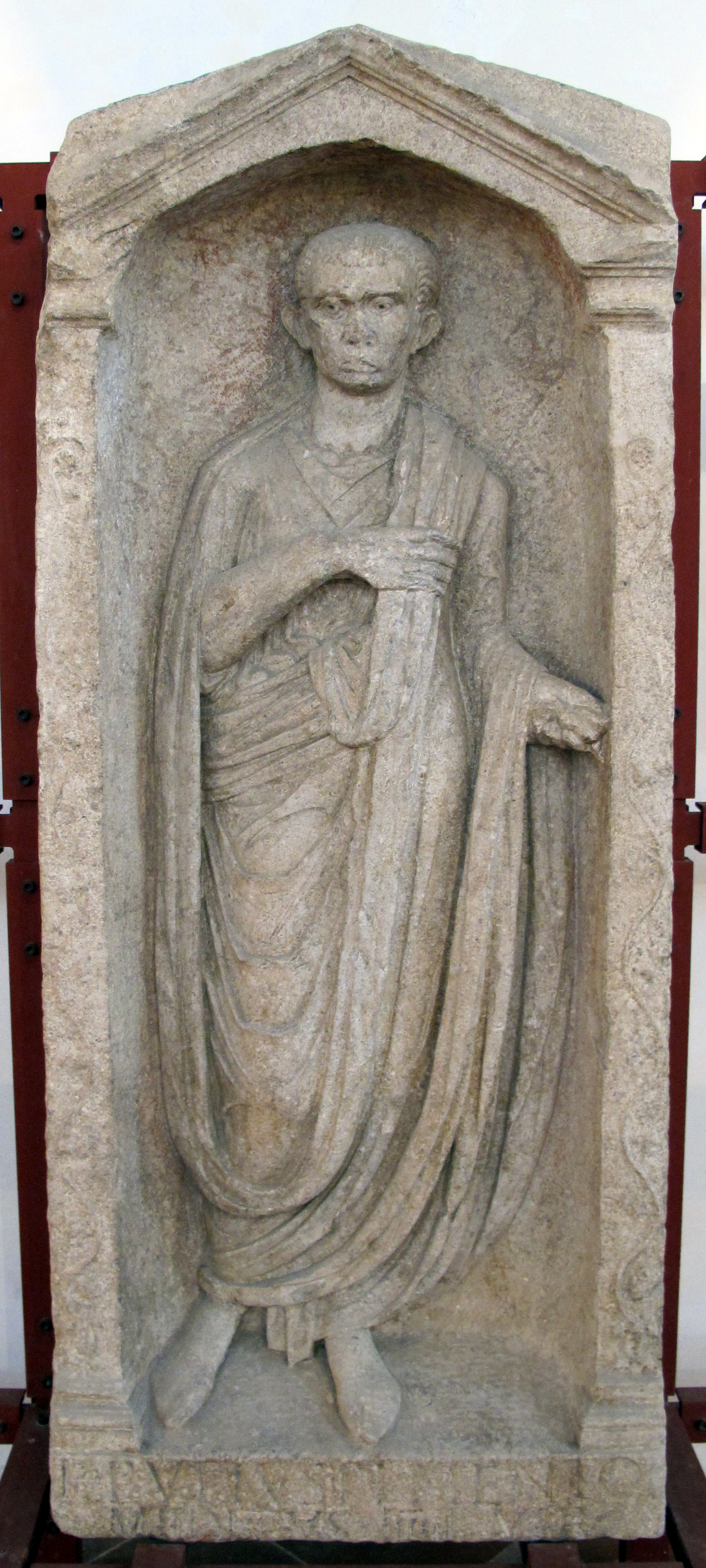
Stèle de Pupius Mentor, Ferrare (Italie).

Les seviri augustales disparaissent après le milieu du IIIe siècle.

### Ouvrages généraux
- Robert Duthoy, « Recherches sur la répartition géographique et chronologique des termes sevir Augustalis, Augustalis et sevir dans l'Empire romain », dans Epigraphische Studien. Sammelband 11, Cologne, Rheinland-Verlag, 1976, p. 143-214.
- Robert Duthoy, « Les *Augustales », ANRW, II, 16/2, 1978, p. 1254-1309.
- Robert Duthoy, « La fonction sociale de l’augustalité », Epigraphica, 36, 1974, p. 134-154.
- Françoise Van Haeperen, « Origine et fonctions des augustales (12 av. n.è. – 37) Nouvelles hypothèses », L'antiquité classique, t. 85,‎ 2016, p. 127-155 (lire en ligne).
- André Pelletier, La Civilisation gallo-romaine de A à Z, Lyon, Presses universitaires de Lyon, 1993 (lire en ligne).
- (it) Marina Silvestrini, « L'ascesa sociale delle famiglie degli *augustali », dans Les élites municipales de l’Italie péninsulaire de la mort de César à la mort de Domitien, École Française de Rome, coll. « Publications de l'École française de Rome » (no 271), 2000 (lire en ligne), p. 431-455.
- (en) Lindsey Vandevoorde, « Respectability on display. Alba and fasti of the Augustales in the context of collegial and magisterial hierarchy », Revue belge de philologie et d'histoire, t. 91, no 1,‎ 2013, p. 127-151 (lire en ligne).

### Articles spécialisés
- Pascal Arnaud, « Les notables municipaux des Alpes au cœur du terroir », Bulletin de la Société Nationale des Antiquaires de France,‎ 2008, p. 348-365 (lire en ligne).
- Vincent Faure, Jacques Gascou, Jean-Marc Mignon, Jacques Planchon et Stéphanie Zugmeyer, « Un sévir augustal d'Orange et de Lyon », Revue archéologique de Narbonnaise, t. 32,‎ 1999, p. 21-30 (lire en ligne)
- Jacques Gascou, « L'inscription de Saint-Jean-de-Garguier en l'honneur du sévir augustal Q. Cornelius Zosimus », Mélanges de l'École française de Rome. Antiquité, t. 112, no 1,‎ 2000, p. 279-295 (lire en ligne).
- Paul Veyne, « Vie de Trimachion », Annales ESC, 16, 1961, p. 213-247.